# Мерседес Сампьєтро
Мерседес Сампьєтро(24 січня 1947, Барселона, Іспанія) — іспанська акторка театру та кіно.

## Вибіркова фільмографія
- Вертер (1986)
- Королеви (2005)

## Нагороди
- Срібна мушля (Міжнародний кінофестиваль у Сан-Себастьяні) (1985, 2002)
- Премія Гойя (2002)
- Премія Fotogramas de Plata (1980)
- Премія Max (2004)